# Donji Detlak
Donji Detlak är ett samhälle i Bosnien och Hercegovina.   Det ligger i entiteten Republika Srpska, i den norra delen av landet, 130 km norr om huvudstaden Sarajevo. Donji Detlak ligger 176 meter över havet och antalet invånare är 263.
Terrängen runt Donji Detlak är huvudsakligen platt, men åt nordväst är den kuperad.Närmaste större samhälle är Kalenderovci Donji, 2,7 km sydost om Donji Detlak. 
Omgivningarna runt Donji Detlak är en mosaik av jordbruksmark och naturlig växtlighet. Runt Donji Detlak är det ganska tätbefolkat, med 67 invånare per kvadratkilometer.